# サギノー・ベイ (護衛空母)
サギノー・ベイ(USS Saginaw Bay, CVE-82)は、アメリカ海軍の護衛空母。カサブランカ級航空母艦の28番艦。艦名は『Dictionary of American Naval Fighting Ships』ではアラスカ州アレキサンダー諸島のクイウ島にある入江の名にちなんで命名されたとあるが、実際にはヒューロン湖のミシガン州側にあるサギノー湾に因んで命名された。

## 艦歴
「サギノー・ベイ」は1943年11月1日にワシントン州バンクーバーのカイザー造船所で起工する。1944年1月19日にワード・L・ヴィッカリー夫人によって進水し、1944年3月2日にオレゴン州アストリアで海軍に引き渡され、同日フランク・C・サットン艦長の指揮下で就役した。
サンディエゴ近海での慣熟訓練の後、「サギノー・ベイ」はハワイ方面へ航空機とパイロットを輸送するため、4月15日に出港した。4月21日に真珠湾に到着して物件を降ろし、代わりに破損した航空機を載せてアラメダに戻った。5月から6月前半にかけてサンディエゴにおいてパイロットの資格取得訓練に従事後、真珠湾への2度目の輸送任務で出港して7月5日に到着した。
「サギノー・ベイ」は7月9日に航空機輸送任務で真珠湾を出港し、エニウェトク環礁とマジュロに寄港した。8月に入って護衛空母部隊の旗艦となり、来るペリリューの戦いに備えてソロモン諸島に進出。ペリリューおよびアンガウルの戦いでは、空中援護を提供した。作戦を終えてマヌス島ゼーアドラー湾に帰投した「サギノー・ベイ」は、トーマス・L・スプレイグ少将率いる第77.4.1任務隊（通称「タフィ1」）に加わり、10月20日からのレイテ島の戦いではレイテ湾南東海面を哨戒した。10月24日、日本艦隊の動きも少しずつ入ってくる中、航空機交換のため、護衛空母「シェナンゴ (USS Chenango, CVE-28) 」とともに任務隊を離れ、モロタイ島に向かった。このため「サギノー・ベイ」と「シェナンゴ」はレイテ沖海戦には参加できなかったが、10月25日朝に第77.4.1任務隊に突入してきた神風特別攻撃隊の最初の洗礼を受けなかった。交換を終えた後、「サギノー・ベイ」は10月28日にマヌス島で第77.4.1任務隊に合流した。11月10日、ゼーアドラー湾に停泊中の給兵艦「マウント・フッド (USS Mount Hood, AE-11) 」が大爆発を起こして木っ端微塵となった時、「サギノー・ベイ」は爆風によって小破。また、「マウント・フッド」の爆発であらゆる方角に吹き飛ばされた乗員を救助していった。
「サギノー・ベイ」はルソン島の戦いに備えた訓練に参加し、1945年1月2日から21日にかけて上陸部隊に付随してリンガエン湾上陸を支援した。ウルシー環礁に帰投した後、硫黄島の戦いのための訓練を経て、2月19日の上陸を支援。3月11日まで支援を継続し、3月25日からは沖縄戦の前哨戦に参加した。4月1日に沖縄島への上陸作戦が行われた後、4月29日にアメリカ本国への帰投命令が出るまで上陸部隊の支援を行った。
「サギノー・ベイ」は5月22日にサンディエゴに到着。修理を受けた後、8月に航空機輸送任務でグアムに向かい、任務終了後の8月20日にサンディエゴに戻った。8月の残りの期間をハワイ水域での訓練にあて、復員兵輸送のマジック・カーペット作戦に参加し、9月14日にハワイを出港してフィリピン方面に向かった。サマール島とサンペドロ湾で復員兵を乗せ、サンフランシスコに戻った。2度目の輸送では中城湾に向かい、任務終了後の1946年2月1日、東海岸に向けて出港した。2月23日にボストン海軍工廠に到着し、6月19日に退役して大西洋予備役艦隊ボストン・グループに編入された。その後、1955年6月12日にCVHE-78（護衛ヘリ空母）に艦種変更され、1959年3月1日に除籍。同年11月27日にスクラップとしてルイズ・サイモンズ社に売却された。
「サギノー・ベイ」は第二次世界大戦の戦功で5つの従軍星章を受章した。